# Samir Kassir

Samir Kassir, Poster

Samir Kassir (arabisch سمير قصير, DMG Samīr Qaṣīr; * 5. Mai 1960 in Beirut; † 2. Juni 2005 ebenda) war ein libanesischer Journalist und Intellektueller.
Der Sohn eines Palästinensers und einer Syrerin studierte Philosophie und Geschichte an den Universitäten I und V in Paris. Er war als Professor für Politikwissenschaften an der Universität Saint Joseph in Beirut-Aschrafiyya und Journalist der libanesischen Tageszeitung an-Nahar in Beirut tätig. Bekannt für seine anti-syrische und regierungskritische Haltung, kommentierte und analysierte er oft in europäischen Medien die Situation im Nahen Osten. 1995 gründete er die Monatszeitschrift L’Orient Express, von der 27 Nummern erschienen. Kassir spielte als Mitbegründer der Demokratischen Linksbewegung eine wichtige Rolle bei den anti-syrischen Demonstrationen nach dem Attentat auf den Fahrzeugkonvoi des ehemaligen Ministerpräsidenten Rafik Hariri. Außerdem setzte sich Samir Kassir für den Abzug der syrischen Truppen aus dem Libanon ein.
Kassir forderte als einer der ersten Gelehrten, den Koran im historischen Kontext vor dem Hintergrund der christlich-jüdischen Spätantike zu erforschen. Am 2. Juni 2005 wurde er im Beiruter Stadtteil Aschrafiyya durch eine fernbediente Autobombe vor seinem Haus getötet. Seine Beerdigungsfeier wurde in der orthodoxen Kirche St. Georges abgehalten. Er war mit der Journalistin und Talkshowmoderatorin Gisèle Khoury verheiratet.

## Werke (Auswahl)
- mit Farouk Mardam-Bey: Itinéraires de Paris à Jerusalem. La France et le conflit israélo-arabe. 2 Bände:

1. 1917–1958. Les Livres de la Revue d’études palestiniennes, Paris 1992
2. 1958–1991. Les Livres de la Revue d’études palestiniennes, Paris 1993

- La guerre du Liban. De la dissension nationale au conflit régional (1975–1982). Karthala, Paris 1994, ISBN 2-213-02980-6.
- Histoire de Beyrouth. Fayard, Paris 2003, ISBN 2-86537-499-8. Auszeichnung: „Prix Phénix de littérature“ 2004, ein Literaturpreis für Libanon-bezogene Werke in französischer Sprache
- Considérations sur le malheur arabe. Essay, 2004, Auszeichnung: T.R. Fyvel Book Award der Organisation Index on Censorship[3]
  - Das arabische Unglück. Schiler-Verlag, Berlin 2006, ISBN 3-89930-151-X.